# Dryornis
Dryornis is een geslacht van uitgestorven roofvogels, behorend tot de gieren van de Nieuwe Wereld (Cathartidae), die in het Mioceen en Plioceen in Zuid-Amerika leefden. De typesoort is Dryornis pampeanus.

## Fossiele vondst
Van Dryornis zijn fossielen gevonden in Argentinië. D. hatcheri is de oudst bekende soort met vondsten in de Santa Cruz-formatie uit het Vroeg-Mioceen. D. pampeanus is bekend uit de Monte Hermoso-formatie in de provincie Buenos Aires.

## Kenmerken
D. hatcheri was de kleinste van de twee soorten. D. pampeanus was met een geschatte massa van 26 kilogram de grootst bekende gier van de Nieuwe Wereld en ruim twee keer zo zwaar als een Andescondor. 

## Verwantschap
Dryornis is het zustertaxon van een clade met de zwarte gier en de Cathartes-soorten.